# Meester van de Brusselse initialen

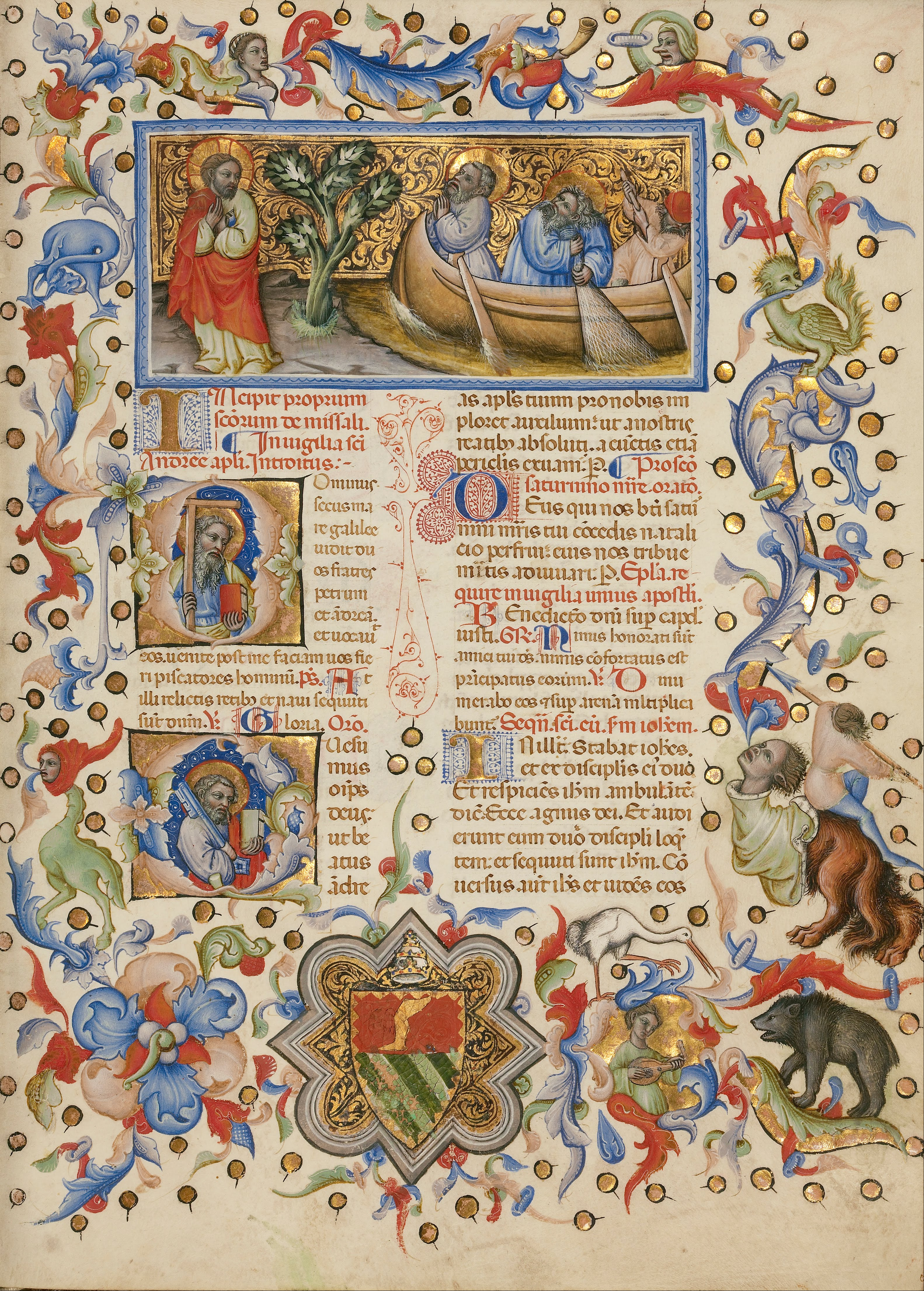
De roeping van Petrus en Andreas, missaal van Cosimo de' Migliorati, J. Paul Getty Museum.

De Meester van de Brusselse initialen is de noodnaam die wordt gebruikt voor een anonieme miniaturist die actief was in Parijs tussen 1405 en 1420. Hij kreeg zijn naam naar de vijftien gehistorieerde initialen die hij maakte in de Très belles heures du duc de Berry dat nu bewaard wordt in de Koninklijke Bibliotheek van België in Brussel als Ms. 11060.61.

## Biografie
De meester zou zijn opleiding gekregen hebben in het atelier van Niccolò di Giacomo di Nascimbene in Bologna tussen 1375 en 1400.  Hij heeft waarschijnlijk ook in Padua verbleven want hij was blijkbaar vertrouwd met de fresco's van Altichero da Zevio en Jacopo Avanzi en het werk van de Meester van de Novella. Daarna vestigde hij zich in Parijs waar hij zich aanpaste aan de Franse smaak, onder meer door het gebruik van meer subtiele pastelkleuren. Anderzijds introduceerde hij de houterige Bolognese figuren en de exuberante marge decoratie  die gebruikelijk was in Noord-Italië. Hij werkte in Frankrijk tussen 1400 en 1408, waarna hij terugkeerde naar Italië. Hij was dan nog in Bologna actief tot ongeveer 1515.  De mengeling van Italiaanse en Franse stijlelementen droeg bij tot de ontwikkeling van de internationale gotiek.

## Stijlkenmerken
In zijn beginperiode gebruikt hij het levendige kleurenpalet en de zeer expressieve en brede figuren van zijn leermeester Niccolò da Bologna. Zijn exuberante margeversiering met brede acanthusbladeren en allerlei drolerieën en putti is zeer typerend voor zijn beginperiode. Zijn latere werk is veel ingehoudener, zijn kleurenpalet sluit veel meer aan bij de zachte pasteltinten die gebruikelijk waren in Parijs en de margeversiering wordt sterk ingeperkt. Deze stijlevolutie wordt zeer goed geïllustreerd door het verschil tussen zijn vroege werk zoals het missaal van Cosimo de' Migliorati, bisschop van Bologna en de latere paus Innocentius VII (zie weblinks) en de nu verspreidde initialen uit een antiphonarium dat hij verluchtte in Bologna tussen 1410 en 1420.

## Identificatie
De meester werd door Otto Pächt  Zebo (of Zanobi) da Firenze genoemd naar een inscriptie in de Getijden van Karel III van Navarra maar die toeschrijving werd verworpen door Millard Meiss die hem zijn huidige noodnaam gaf en een eerste corpus van het oeuvre van de meester samenstelde. In 2011 werd de meester door Massimo Medica geassocieerd met Giovanni di fra' Silvestro, een Bolognese boekverluchter.

## Toegeschreven werken
Hierbij een greep uit de werken waaraan de Meester van de Brusselse initialen meewerkte.
- Missaal van Cosimo de' Migliorati, bisschop van Bologna en de latere Paus Innocentius VII, ca. 1390-1400, J. Paul Getty Museum, Los Angeles, Ms. 34
- De Très belles heures du duc de Berry, voor 1402, Koninklijke Bibliotheek van België, Brussel, Ms. 11060.61.
- Raguier getijden, ca. 1402, Biblioteca Palatina, Parma,  Lat.159
- Getijden van Michel de Lailier, ca. 1402, Bodleian Library, Oxford, Ms. Douce 62
- Getijden van Karel III van Navarra, in samenwerking met de Egerton-meester, ca. 1404, Cleveland Museum of Art, Ms.64-40
- Brieven van Plinius de Jongere in opdracht van Gontier Col, secretaris van de hertog van Berry voor paus Benedictus XIII, Vaticaanse Bibliotheek, 1404, Vat. lat. 1777
- Getijden voor gebruik in Parijs, 1406-1407, British Library, Add. 29433
- Statuten van de Devoti Battuti di Santa Maria della Vita, ca. 1408, Biblioteca Comunale dell’ Archiginnasio, Bologna, Ms. Fondo Ospedali 6
- Manuscript van Lactantius, ca. 1410-1420, verzameling van de graaf van Leicester, Holkham Hall in Holkham
- Antifonarium: acht gehistorieerde initialen nu verspreid over verschillende musea en privécollecties.

## Weblinks
- Biografie en miniaturen uit het missaal van Cosimo de' Migliorati, bisschop van Bologna, op de website van het J. Paul Getty Museum.

- Gemeinsame Normdatei: 14337916X
- International Standard Name Identifier: 0000 0000 6832 6518
- Union List of Artist Names: 500009588
- Virtual International Authority File: 95739617
- WorldCat: E39PBJp6cdr36RCXW48JMt69Xd